# Trichoglottis australiensis
Trichoglottis australiensis là một loài thực vật có hoa trong họ Lan. Loài này được Dockrill miêu tả khoa học đầu tiên năm 1967.